# ケネト・テイラー
ケネト・イナ・ドロセア・テイラー（Kenneth Ina Dorothea Taylor、2002年5月16日 - ）は、オランダ・アルクマール出身のサッカー選手。アヤックス・アムステルダム所属。ポジションはMF。オランダ代表。

## クラブ経歴
アマチュアクラブのSVデ・フォレスターズでサッカーを始めると、2010年にアヤックス・アカデミーに加入した。また、2017年から定期的にユース年代のオランダ代表から招集を受けている。
2018年10月15日、ヨング・アヤックスの選手としてエールステ・ディヴィジのヨングPSV戦にてプロデビューを果たした。この2018-19シーズンはまだ16歳ということもあって、主にU-19 (A-1) チームでプレーし、翌シーズンからヨング・アヤックスへと正式に昇格した。
2020-21シーズン、トップチームに昇格したものの、主戦場はリザーブチームとなっている。2021-22シーズンからはトップチームでの出場機会が増加し始め、このシーズンは公式戦19試合に出場して2得点を挙げた。

## 代表経歴
オランダの各世代別代表を経験しており、U-17オランダ代表ではUEFA U-17欧州選手権2019と2019 FIFA U-17ワールドカップの2つのメジャー大会に出場した。
2022年9月22日、UEFAネーションズリーグのポーランド代表戦にて、75分にステフェン・ベルハイスとの途中交代でオランダ代表での初キャップを記録した。
10月21日にはカタールW杯に向けた予備登録メンバーの1人に選ばれた。

## 個人成績

### クラブ
2023年6月30日現在
| クラブ             | シーズン     | リーグ戦               | リーグ戦 | リーグ戦 | KNVBカップ | KNVBカップ | 国際大会 | 国際大会 | その他 | その他 | 合計 | 合計 |
| クラブ             | シーズン     | ディヴィジョン         | 出場     | 得点     | 出場       | 得点       | 出場     | 得点     | 出場   | 得点   | 出場 | 得点 |
| ------------------ | ------------ | ---------------------- | -------- | -------- | ---------- | ---------- | -------- | -------- | ------ | ------ | ---- | ---- |
| ヨング・アヤックス | 2018-19      | エールステ・ディヴィジ | 1        | 0        | -          | -          | -        | -        | -      | -      | 1    | 0    |
| ヨング・アヤックス | 2019-20      | エールステ・ディヴィジ | 19       | 0        | -          | -          | -        | -        | -      | -      | 19   | 0    |
| ヨング・アヤックス | 2020-21      | エールステ・ディヴィジ | 29       | 7        | -          | -          | -        | -        | -      | -      | 29   | 7    |
| ヨング・アヤックス | 2021-22      | エールステ・ディヴィジ | 11       | 7        | -          | -          | -        | -        | -      | -      | 11   | 7    |
| ヨング・アヤックス | クラブ通算   | クラブ通算             | 60       | 14       | 0          | 0          | 0        | 0        | 0      | 0      | 60   | 14   |
| アヤックス         | 2020-21      | エールディヴィジ       | 3        | 0        | 0          | 0          | 0        | 0        | -      | -      | 3    | 0    |
| アヤックス         | 2021-22      | エールディヴィジ       | 13       | 1        | 3          | 1          | 3        | 0        | 0      | 0      | 19   | 2    |
| アヤックス         | 2022-23      | エールディヴィジ       | 32       | 8        | 3          | 1          | 8        | 0        | 1      | 0      | 44   | 2    |
| アヤックス         | クラブ通算   | クラブ通算             | 48       | 9        | 6          | 2          | 11       | 0        | 1      | 0      | 66   | 11   |
| キャリア通算       | キャリア通算 | キャリア通算           | 108      | 23       | 6          | 2          | 11       | 0        | 1      | 0      | 126  | 25   |

## 代表歴

### 出場大会
- オランダ代表
  - 2022 FIFAワールドカップ

### 試合数
- 国際Aマッチ 4試合 0得点（2022年 - ）[6]

| オランダ代表 | 国際Aマッチ | 国際Aマッチ |
| 年           | 出場        | 得点        |
| ------------ | ----------- | ----------- |
| 2022         | 3           | 0           |
| 2023         | 1           | 0           |
| 通算         | 4           | 0           |

## タイトル
アヤックス
- エールディヴィジ：2回 (2020-21, 2021-22)